# Павлов Сергій Васильович
Сергій Васильович Павлов (справжнє ім'я — Єрофій; 4 жовтня 1896, станиця Катерининська, Перший Донський округ, область Війська Донського, Російська імперія — 17 червня 1944, близько Новогрудка, БРСР, СРСР) — один з лідерів антибільшовицького козачого руху в період Другої світової війни та засновників Козачого Стану, генерал-майор вермахту (1944, посмертно).

## З життєпису
Закінчив Донський кадетський корпус і Миколаївське кавалерійське училище, з якого в 1915 р. був випущений хорунжим в 47-й Донський козачий полк. В кінці 1916 року відряджений до Вінницької школу військових льотчиків і зарахований до складу російської авіації. Після Жовтневого перевороту 1917 р. повернувся на Дон. Вступив до загону донських партизанів, був важко поранений і перебував на лікуванні в ст. Костянтинівській. Під час загального повстання козаків опинився в їхніх лавах; потім служив в броньових частинах і авіації Донський армії. Дослужився до чину полковника.
Не зумівши 1920 р. евакуюватися з Новоросійська, перейшов на нелегальне становище, користувався фальшивими документами, став називатися Сергієм, працював бухгалтером, креслярем, але постійно жив під загрозою арешту. У 1936 р. був заарештований, але не пізнаний і незабаром звільнений. До 1939 р. пройшов заочний курс технічної школи і отримав атестат інженера-конструктора. Перед війною працював інженером на паровозобудівному заводі «Локомотив» у Новочеркаську, де створив підпільну антибільшовицьку організацію. Влітку 1942 р. після вступу німців до Новочеркаська разом з іншими козацькими офіцерами запропонував німецькому командуванню допомогу козаків у боротьбі з Радами, домігся дозволу на формування Донського Військового штабу і стройових козацьких частин.